# C’t
c’t – Magazin für Computertechnik – niemieckie czasopismo o tematyce komputerowej. Wychodzi jako dwutygodnik.
Jego pierwszy numer ukazał się w 1983 roku.